# Isidor Niflot
Isidor Gadar "Jack" Niflot (16. april 1881 – 29. maj 1950) var en amerikansk bryder som deltog i OL 1904 i St. Louis.
Niflot blev olympisk mester i vægtklassen bantamvægt i brydning under OL 1904 i St. Louis. Der var syv deltagere i vægtklassen, alle fra USA.